# Edwards Gap
Das Edwards Gap ist ein etwa 500 m hoch gelegener Gebirgspass auf der Alexander-I.-Insel vor der Westküste der Antarktischen Halbinsel. In den Walton Mountains liegt er südlich des Mount McArthur.
Das UK Antarctic Place-Names Committee benannte ihn am 8. Dezember 1977 nach Christopher William Edwards (* 1950), Geologe des British Antarctic Survey auf der Stonington-Insel von 1973–1975, der das Gebiet um diesen Gebirgspass kartierte.